# Isbolkane
Isbolkane (norwegisch für Eistrennwände) ist ein Gletscherhang im ostantarktischen Königin-Maud-Land. In der Kirwanveggen liegt er auf der Südseite des Tals Belgen.
Wissenschaftler des Norwegischen Polarinstituts benannten ihn 1961.